# どじょっこ ふなっこ

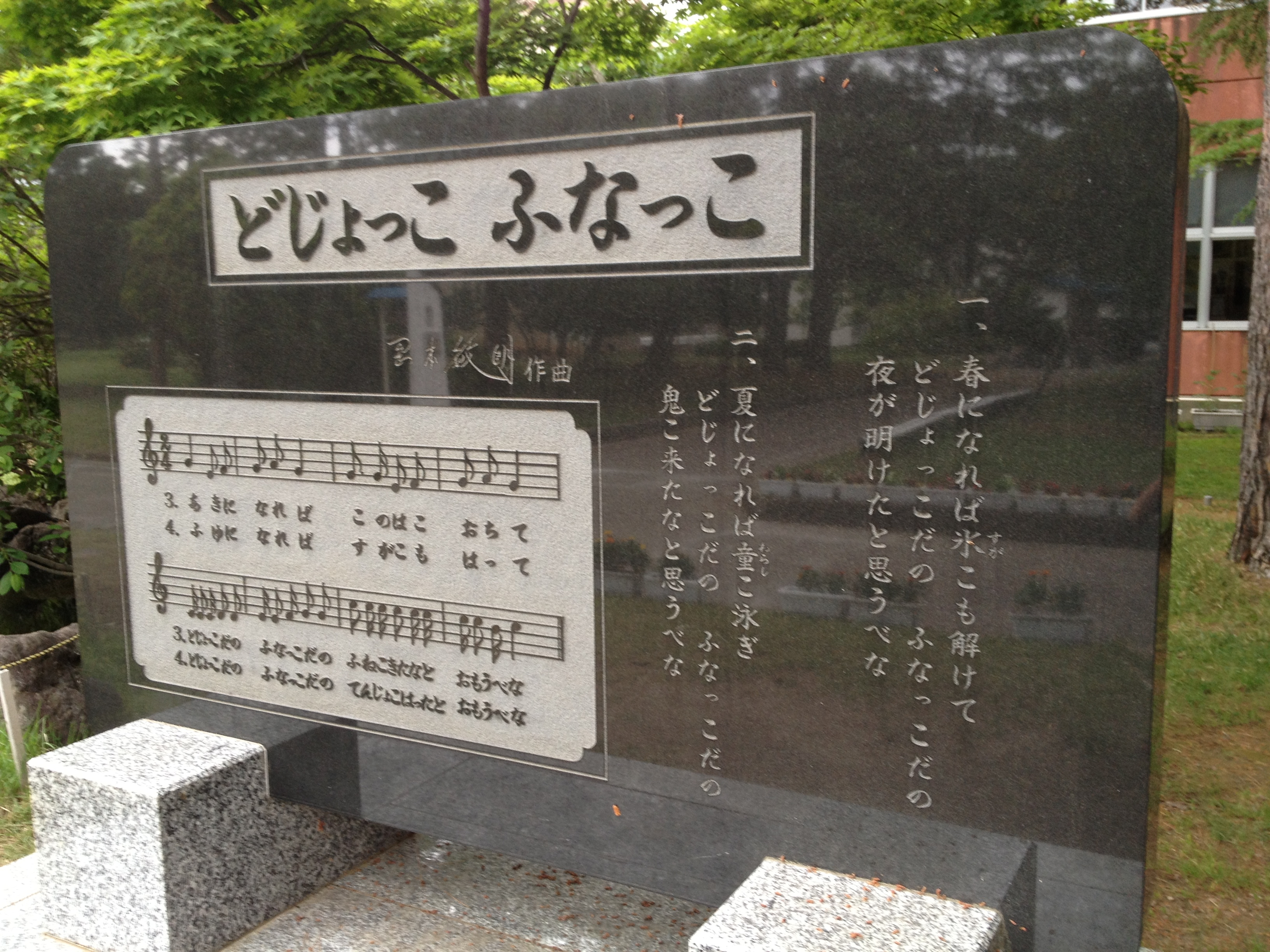
秋田市立金足西小学校前庭にある歌碑。一番二番の歌詞が縦書きにて、楽譜と共に三番四番の歌詞、作曲者岡本敏明直筆の銘が記される。

どじょっこ ふなっこは、池に住むドジョウやフナから見た春夏秋冬の様子を歌った秋田に伝わる民謡を岡本敏明が混声合唱に作曲したものである。秋田県秋田市の金足西小学校に歌碑があるほか、岡本敏明が眠る神奈川県川崎市柿生霊園や秋田県鹿角市にも歌碑がある。
昭和11年4月28日から5月7日の10日間、岡本率いる玉川学園の一行が公演旅行に出かけ、5月1日には学園出身者の縁故があり、金足西尋常高等小学校（現・秋田市立金足西小学校）に立ち寄った。その歓迎会の席上で、同校教諭の中道松之助がどじょっこふなっこの元歌を詩吟調で歌い、それを聞いた岡本敏明が即興で混声合唱に仕上げ、混声三部合唱を披露したとされる。その翌日、生徒たちは移動の車中（奥羽本線追分駅発）でどじょっこふなっこを練習し、次の訪問先である秋田県立本荘高等女学校（現・秋田県立由利高等学校）で混声四部合唱を初演した。
1961年4月、NHKの『みんなのうた』で披露されると、全国的に歌われるようになる。編曲は服部公一で、歌は中村浩子。映像は藤城清治主催の「木馬座」による影絵で、この後「木馬座」は初期の常連となる。『みんなのうた』での放送後、視聴者からの楽譜の希望が多かった曲の一つである。
同時期に『みんなのうた』で放送された曲では、「おお牧場はみどり」・「あわて床屋」（初版）・「誰も知らない」があり、3曲とも映像が現存されているが、本曲は「カナダ旅行」とともに映像と音声が残ってない。ほかに「登山電車（フニクリ・フニクラ）」（初版）も映像が無いが、音声は現存する。
2019年6月7日から、奥羽本線追分駅の到着メロディに採用されている。

## カバーなど
- 藤圭子のアルバム『圭子のわらべ唄／藤圭子とグリーメン』JRS-7174（1971年）収録。編曲：小杉太一郎。